# 화천고등학교
화천고등학교(華川高等學校)는 대한민국 강원특별자치도 화천군 하남면 위라리에 있는 공립 고등학교이다.

## 학교 연혁
- 1994년 3월 1일 : 제1대 황환철 교장 취임
- 1994년 4월 5일 : 화천고등학교 개교
- 1995년 2월 15일 : 제1회 졸업식 거행 (35명)
- 2023년 3월 1일 : 제14대 이태환 교장 취임
- 2023년 12월 29일 : 제30회 졸업식 거행(65명) 졸업생 누계 2,003명

## 참고 자료
- 화천고등학교 - 한국교육학술정보원 학교알리미